# Хаджия
Хаджия е лице, което е ходило на поклонение (хаджилък). Поклонението при християните се извършва чрез посещение на Божи гроб (на гръцки: Αγιος Τάφος) при олтара на църква „Възкресение Христово“ в Йерусалим и на Светите земи.
При мюсюлманинте поклонението е на свети места в Мека и Медина.
Етимологията на думата хаджилък показва, че тя развива в българския език допълнително, специфично значение —поклонение на православни християни от балканския регион в Йерусалим и местата около него. Явлението, че християнин, посетил Божи гроб, става хаджия, е било типично само за Балканския полуостров по време на османското робство, когато българските първенци са търсели възможности за религиозна еманципация на православните християни спрямо османските първенци, които ходели на хаджилък. Думата хадж на арабски означава поклонение. В тази връзка е бил и стремежът на български християни, да ходят на поклонение до светите за християнството места.
В съвремието хаджийството се разглежда като една от формите на битово християнство и елемент от християнската обредност на XVI-XVIII в. В ролята си на „откуп“ от Бога на Запад поклонничеството отмира през Средновековието, докато в България тази оспорвана от висшето българско духовенство традиция се развила динамично в процеса на оформяне на тогава новообразуващата се българска възрожденска обществена прослойка. Арабската титла хаджия била смятана от господстващата тогава османска власт за белег за висок статус, и с това придобила социална значимост за българските християни като средство за постигане на нови права. Това е и основният мотив по време на османското иго: чрез хаджилък българските християни целяли изравняване на социалния им статут с този на мохамеданите.
Съгласно класификацията на акад. Беньо Цонев (1863 – 1926) думите хаджия и хаджилък са заемки от турски от тип ІХ, „Личност, общество, вяра, народност“. Подобни турцизми изразяват признак или характеристика в културно отношение, като по отношение на тях се наблюдават тенденции за ускорена архаизация, мощна пейоризация и възприемането им като простонародно звучене в стила на Бай Ганьо Балкански на Алеко Константинов. Предвид фактът, че нито един нов турцизъм не навлиза в българския език след 1878 г., тези тенденции са резултат от преосмисляне на влиянието днес на останки от епохата преди Освобождението на България от османско иго.
В миналото думата хаджи се е използвала и като титла, като до 1945 г. се е изписвала към името с титул, х͠., като знак за свят човек, подобно на изписването на свещени имена. Днес Законът за имената на гражданите не предвижда промяна на фамилно име на база поклонение, а думата хаджи е неразделна част от фамилното име.
Съгласно чл.19, ал.1 от Закона за гражданската регистрация Архив на оригинала от 2020-09-19 в Wayback Machine. (ЗГР) промяната на собствено, бащино или фамилно име се допуска от съда само тогава, когато то е осмиващо, опозоряващо или обществено неприемливо, както и в случаите, когато важни обстоятелства налагат това. Като форма на обръщение думата „хаджи“ може да бъде „житейски употребявано, най-често в шеговита форма, защото това е едно необосновано желание“, предвид фактът, че „приложеното свидетелство е една туристическа атракция – ноторен факт е, че то се връчва на всеки турист, посетил Божи гроб“. Предвид това съдебното решение гласи, че не са налице важни обстоятелства за допускане на добавяне на думата „хаджи“ пред фамилно или лично име.